# Гибриды кенгуровых

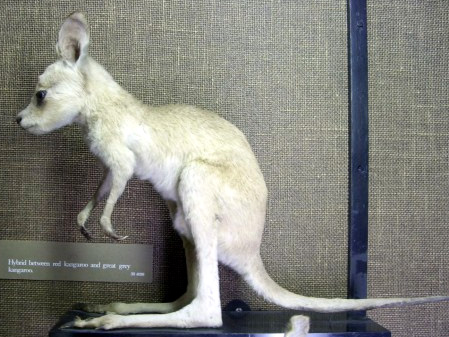
Чучело детёныша-гибрида от скрещивания большого рыжего кенгуру и гигантского кенгуру

Гибриды кенгуровых — гибриды животных семейства кенгуровые (Macropodidae), включающего кенгуру и валлаби. Ряд гибридов кенгуровых были получены в рамках экспериментов, в том числе:
| Самец                                        | Самка                                        | Результат                           |
| -------------------------------------------- | -------------------------------------------- | ----------------------------------- |
| Горный кенгуру, Osphranter robustus          | Большой рыжий кенгуру, O. rufus              | Бесплодная самка1                   |
| Болотный валлаби, Wallabia bicolor           | Рыже-серый валлаби, Notamacropus rufogriseus | Бесплодный самец2                   |
| Прыткий валлаби, N. agilis                   | Рыже-серый валлаби, N. rufogriseus           | Бесплодный самец2                   |
| Кенгуру Евгении, N. eugenii                  | Чернополосый валлаби, N. dorsalis            | Бесплодный самец2                   |
| Западный серый кенгуру, Macropus fuliginosus | Гигантский кенгуру, M. giganteus             | Бесплодный самец и плодовитая самка |
| Большой рыжий кенгуру, O. rufus3             | Гигантский кенгуру, M. giganteus             |                                     |
| Кенгуру Евгении, N. eugenii                  | Белогрудый филандер, N. parma                |                                     |
| Кенгуру Евгении, N. eugenii                  | Филандеры, Thylogale sp.                     |                                     |

1. Возможно, было настолько мало плодовитыми, что считались стерильными.

2. Хотя у самцов были яички, у них не было спермы, а у некоторых были обнаружены патологии Y-хромосомы.

3. Использовалось экстракорпоральное оплодотворение.
Некоторые гибриды между близкими видами были получены просто путём помещения самца и самки разных видов в один вольер. В других случаях молодые животные одного вида переносились в сумку самки другого, чтобы они в будущем воспринимали представителей другого вида как своих сородичей. Также применялось экстракорпоральное оплодотворение.